# Africanews

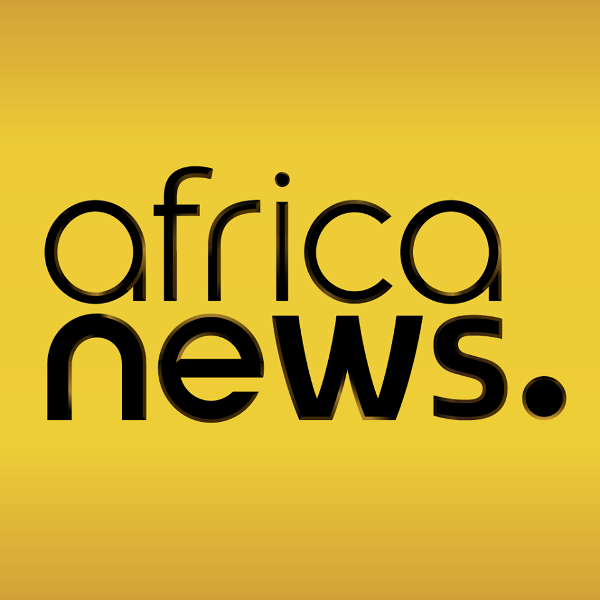
Alternatives Logo

Africanews (Eigenschreibweise: africanews) ist ein panafrikanischer Fernsehsender mit Sitz in Lyon in Frankreich, der seit dem 20. April 2016 mit dem Schwerpunkt Nachrichten auf Sendung ist. Es ist der Schwestersender von Euronews. Africanews wird derzeit in englischer und französischer Sprache in Subsahara-Afrika über Satellit ausgestrahlt.
Ziel des Senders ist es, die stark westlich beeinflusste Sichtweise afrikanischer Ereignisse durch eine unabhängige, rein afrikanische Berichterstattung zu ersetzen. So sollen mit der Arbeit für Africanews Stereotype und Klischees der afrikanischen Berichterstattung durchbrochen werden.

## Entwicklungen
Der Vorstandsvorsitzende von Euronews – und später Africanews –, Michael Peters, initiierte das Africanews-Projekt im Jahr 2013.
Den Start machte am 4. Januar 2016 die Internetseite Africanews.com und der Auftritt in sozialen Netzwerken. Sendebeginn war der 20. April 2016.
Der Programmaufbau orientiert sich an Euronews. Das Know-how, wie die Nachrichten pankontinental verbreitet werden, wurde von Euronews übernommen. Produziert wurde Africanews vier Jahre in Pointe-Noire. Die Regierung der Republik Kongo hatte den Sender finanziell mit 37,5 Millionen Euro unterstützt. Der Sender beschäftigte zeitweise rund 85 Mitarbeiter in Redaktion und Technik in Pointe-Noire sowie 45 Korrespondenten.
Es war angedacht, später weitere Sprachen folgen zu lassen, darunter Suaheli, Lingála, Spanisch, Portugiesisch und Arabisch. Redaktionsleiter von Africanews wurde Mame Campbell Toure. Die bereits vereinbarte Übernahme des Senders durch die Unternehmensgruppe Sipromad aus Madagaskar im Umfang von 20 Millionen US-Dollar scheiterte im Juli 2019. Im Januar 2020 gab die Belegschaft mit Berufung auf die Geschäftsführung bekannt, dass der Sender von der Schließung bedroht sei, sollte sich kein Käufer finden. Zu diesem Zeitpunkt hatte Africanews 60 Angestellte aus zwölf Ländern. Ende Juli 2020 zog der Sender aus Pointe-Noire an den Euronews-Stammsitz ins französische Lyon. Die zuvor in Pointe-Noire Beschäftigten wurden durch in Europa ansässige afrikanische Journalisten ersetzt.

## Programmaufbau
- News (Nachrichten)
- Business (Wirtschaft)
- Sport
- Culture (Kultur)
- Science & Technology (Wissenschaft und Technologie)
- No Comment (unkommentierte Videobeiträge)
- Programmes (Magazinbeiträge)